# Strana Nový Ázerbájdžán
Strana Nový Ázerbájdžán (ázerbájdžánsky: Yeni Azərbaycan Partiyası) je ázerbájdžánská politická strana, hegemonní síla ázerbájdžánského politického systému. V roce 1992 ji založil Hejdar Alijev, od roku 1993 ázerbájdžánský prezident. Roku 1995 se ujala moci, pozměnila politický systém v neprospěch demokracie a od té doby je v Ázerbájdžánu nepřetržitě vládnoucí silou. Od roku 2005 ji vede syn Hejdara Alijeva Ilham Alijev (prezident od 2003). K roku 2022 měla strana 773 tisíc členů. Politologové stranu hodnotí jako sekularistickou, nacionalistickou, silně personalizovanou, etatistickou, panturkistickou, v určitých ohledech konzervativní, v jiných socialisticky orientovanou. Je též pozorovatelem Centristické demokratické internacionály, která bývá jinak označována za "křesťansko-demokratickou". Alijevova strana je též někdy označována za bezprogramovou.